# Automatic Flowers
«Automatic Flowers» es la canción de la banda Our Lady Peace. lanzado como el tercer sencillo de su segundo álbum Clumsy.

## Video musical
Por primera vez, Our Lady Peace autodirigido su video musical de esta canción. El video fue filmado el 15 de julio de 1997 y consiste en la banda tocando en una habitación con poca luz (un local de ensayo en Toronto). El vídeo alcanzó el # 1 en el Muchmusic cuenta regresiva el 15 de octubre de 1997 . En 1998 ocupó el puesto número 47 de los videos favoritos de MuchMusic de todos los tiempos.

## Puesto
| Listas (1997)                   | Posición |
| ------------------------------- | -------- |
| Canadian RPM Top Singles        | 29       |
| Canadian RPM Alternative Top 30 | 8        |